# Цербино (Бреша)
Цербино је насеље у Италији у округу Бреша, региону Ломбардија.
Према процени из 2011. у насељу је живело 886 становника. Насеље се налази на надморској висини од 105 м.